# Американська синиця
Американська синиця (Baeolophus) — рід горобцеподібних птахів родини синицевих (Paridae). Представники цього роду мешкають в Північній Америці. Традиційно їх відносили до роду Синиця (Parus), однак за результатами молекулярно-генетичного дослідження, опублікованого в 2013 році, вони були віднесені до відновленого роду Baeolophus.

## Види
Виділяють п'ять видів:
- Синиця американська (Baeolophus wollweberi)
- Синиця каліфорнійська (Baeolophus inornatus)
- Синиця ялівцева (Baeolophus ridgwayi)
- Синиця гострочуба (Baeolophus bicolor)
- Синиця чорночуба (Baeolophus atricristatus)

## Етимологія
Наукова назва роду Baeolophus походить від сполучення слів дав.-гр. βαιος — малий і λοφος — чуб.